# Desmodium orizabanum
Desmodium orizabanum är en ärtväxtart som beskrevs av William Botting Hemsley. Desmodium orizabanum ingår i släktet Desmodium och familjen ärtväxter. Inga underarter finns listade i Catalogue of Life.